# 267 (عدد)
267 هو عدد صحيح طبيعي بين 266 و268

## في الرياضيات

### خصائص
- 267 عدد فردي
- 267 عدد ناقص
- 267 عدد مضلعي (90 أضلاع-...)